# Vujadin Boškov
Vujadin Boškov (en serbio: Вујадин Бошков) (Begeč, Yugoslavia, 16 de mayo de 1931-Novi Sad, Serbia, 27 de abril de 2014) fue un futbolista y entrenador serbio.

## Trayectoria

### Como jugador
Se inició en la práctica del fútbol en 1946, jugando para el F. K. Vojvodina Novi Sad de su Yugoslavia natal, en el que se mantuvo ininterrumpidamente hasta 1960. En 1961, cuando contaba con treinta años, fichó por la U. C. Sampdoria de Italia, equipo en el que militó una única temporada. En 1962 fichó por el B. S. C. Young Boys de Suiza, en el que ejerció como futbolista a la vez que como entrenador; allí fue, además, el equipo en el que finalizó su etapa como futbolista en el año 1964.

### Como entrenador
Tras la experiencia en el B. S. C. Young Boys, y después de ser el director deportivo del F. K. Vojvodina Novi Sad hasta 1971, entrenó a diversos equipos como el Feyenoord de Róterdam, el Real Zaragoza, el Real Madrid C. F., el Real Sporting de Gijón, la U. C. Sampdoria, la S. S. C. Napoli, o la selección yugoslava, entre otros. Como técnico destacó por su fútbol defensivo basándose en la efectividad del contragolpe.

## Selección nacional
Fue internacional absoluto con la selección yugoslava en cincuenta y siete ocasiones entre los años 1951 y 1958. Ganó una medalla de plata en los Juegos Olímpicos de Helsinki 1952. Posteriormente, ya como entrenador, dirigió al combinado nacional en dos períodos: 1971-1973 y 1999-2000.

## Clubes

### Como jugador
| Club                     | País       | Temporada |
| ------------------------ | ---------- | --------- |
| F. K. Vojvodina Novi Sad | Yugoslavia | 1946-1960 |
| U. C. Sampdoria          | Italia     | 1961-1962 |
| B. S. C. Young Boys      | Suiza      | 1962-1964 |

### Como entrenador
| Club                   | País         | Temporada |
| ---------------------- | ------------ | --------- |
| B. S. C. Young Boys    | Suiza        | 1962-1964 |
| Selección yugoslava    | Yugoslavia   | 1971-1973 |
| ADO La Haya            | Países Bajos | 1974-1976 |
| Feyenoord de Róterdam  | Países Bajos | 1976-1978 |
| Real Zaragoza          | España       | 1978-1979 |
| Real Madrid C. F.      | España       | 1979-1982 |
| Real Sporting de Gijón | España       | 1982-1984 |
| Ascoli Calcio 1898     | Italia       | 1984-1986 |
| U. C. Sampdoria        | Italia       | 1986-1992 |
| A. S. Roma             | Italia       | 1992-1993 |
| S. S. C. Napoli        | Italia       | 1994-1996 |
| Servette F. C.         | Suiza        | 1996-1997 |
| U. C. Sampdoria        | Italia       | 1997-1998 |
| A. C. Perugia Calcio   | Italia       | 1999      |
| Selección yugoslava    | Yugoslavia   | 1999-2000 |

## Palmarés

### Campeonatos nacionales
| Título                   | Club               | País         | Año  |
| ------------------------ | ------------------ | ------------ | ---- |
| Copa de los Países Bajos | ADO La Haya        | Países Bajos | 1975 |
| Liga española            | Real Madrid C. F.  | España       | 1980 |
| Copa del Rey             | Real Madrid C. F.  | España       | 1980 |
| Serie B                  | Ascoli Calcio 1898 | Italia       | 1986 |
| Copa Italia              | U. C. Sampdoria    | Italia       | 1988 |
| Copa Italia              | U. C. Sampdoria    | Italia       | 1989 |
| Serie A                  | U. C. Sampdoria    | Italia       | 1991 |
| Supercopa de Italia      | U. C. Sampdoria    | Italia       | 1991 |

### Copas internacionales
| Título           | Club            | Sede       | Año  |
| ---------------- | --------------- | ---------- | ---- |
| Recopa de Europa | U. C. Sampdoria | Gotemburgo | 1990 |